# Bubbelgum

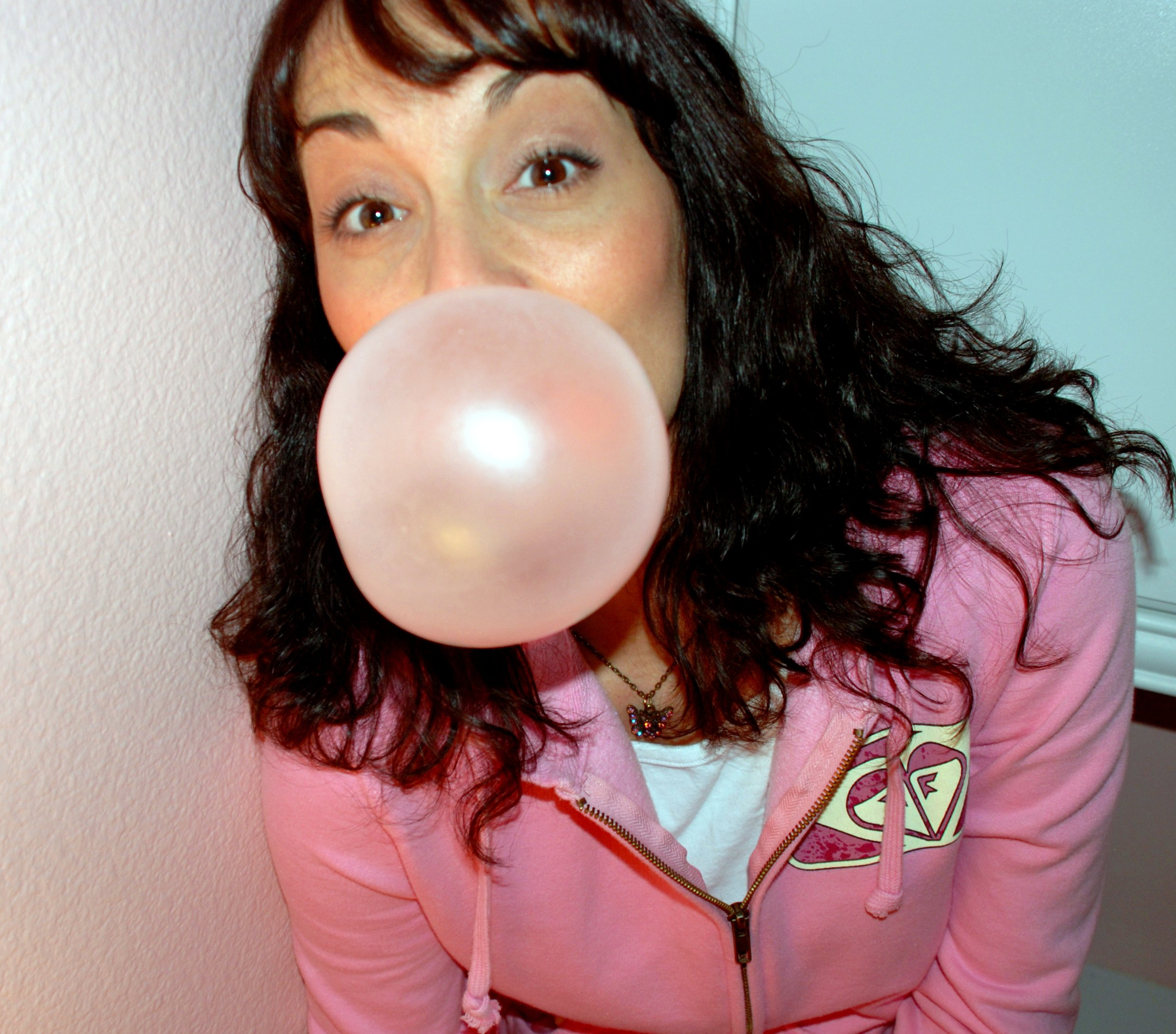
Bubbelgum.

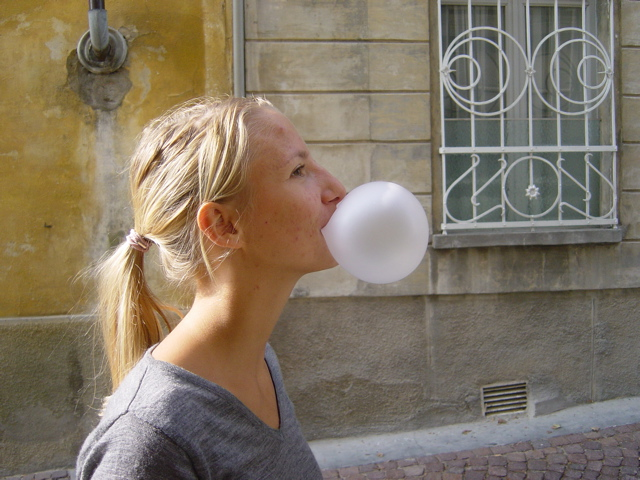
Bubbelgumsbubbla.

Bubbelgum är en typ av tuggummi som man kan blåsa bubblor med.

## Historia
1928 började Walter E. Diemer som revisor på Fleer Chewing Gum Company i Philadelphia. Där experimenterade han med nya tuggummirecept. Ett recept innebar att tuggummit skulle vara mindre klibbigt och mera elastiskt än vanliga tuggummin. Det nya tuggummit blev en stor succé och fick namnet "Dubble Bubble", eftersom det var så elastiskt att man kunde blåsa bubblor med det.
Det ursprungliga bubbelgummet var rosa eftersom det var den enda färgen Diemer hade och det var hans favoritfärg.
Moderna tuggummin måste först genomgå flera renlighetstester, men nu använder de flesta syntetmaterial. Dessa material möjliggör mera långvarig smak, bättre konsistens och mindre "klibbighet".

## Smaker

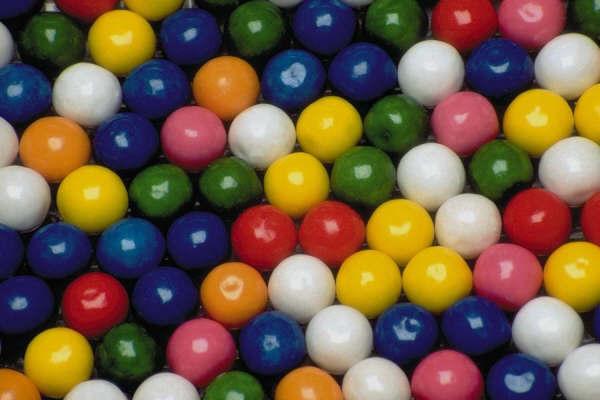
Bubbelgum på Haribos fabrik.

Bubbelgum finns i många olika färger och smaker. En "bubbelgumsmak" är smaken av tuggummi som är smaksatt med kemikalier som till exempel etylmetylfenylglysidat, isopentylacetat, fruktextrakt och andra ingredienser. Ingredienserna blandas för att åstadkomma en söt och god smak.
Bland smakerna finns blåhallon, citron, jordgubbe, äpple, körsbär, vattenmelon, kanel, banan, sockervadd, pepparmint och druvor. Banan- och jordgubbssmak kan åstadkommas med hjälp av etylmetylfenylglysidat och isopentylacetat. Några andra exempel på vad som kan åstadkomma smaker är äppelsyra som kan användas till äppelsmak, allylhexanoat för ananas, etylpropionat för saft, kanelaldehyd för kanel och acetofenon för körsbär. Mer ovanliga smaker som cola, citron-lime, persika, tropisk frukt, ananas, apelsin, saft, bacon och popcorn finns också.

## Rekord
Susan Montgomery Williams från Fresno blåste 1996 en 66 centimeter stor bubbla. Hon innehar fortfarande rekordet i Guinness Rekordbok för världens största bubbelgumsbubbla.